# Хороканай
Хороканай (яп. 幌加内町 Хороканай-тё:) — посёлок в Японии, находящийся в уезде Урю округа Камикава губернаторства Хоккайдо. Площадь посёлка составляет 767,03 км², население — 1643 человека (30 июня 2014), плотность населения — 2,14 чел./км².

## Географическое положение
Посёлок расположен на острове Хоккайдо в губернаторстве Хоккайдо. С ним граничат города Фукагава, Наёро, Сибецу, Асахикава и посёлки Обира, Томамаэ, Хаборо, Эмбецу, Накагава, Бифука, Вассаму.

## Население
Население посёлка составляет 1643 человека (30 июня 2014), а плотность — 2,14 чел./км². Изменение численности населения с 1980 по 2005 годы:
| Неверный параметр |

## Символика
Деревом посёлка считается Sorbus commixta, цветком — Erythronium japonicum, птицей — большой пёстрый дятел.